# Daiano
Daiano és un municipi italià, dins de la província de Trento. L'any 2007 tenia 553 habitants. Limita amb els municipis d'Aldein (BZ), Carano, Cavalese i Varena

## Administració
| Període | Identitat    | Partit       |
| ------- | ------------ | ------------ |
| 2010-   | Elvio Partel | Lista cívica |